# Марія Хосефа
Марія Хосефа Кармела Іспанська (ісп. María Josefa Carmela de España; 6 липня 1744 — 8 грудня 1801) — принцеса Неаполітанська і Сицилійська по праву народження. Коли її батько зайняв трон Іспанії, стала іспанською інфантою. Її брат пізніше став королем Іспанії Карлом IV, а одна з сестер імператрицею Священної Римської імперії.

## Біографія
Принцеса Марія Хосефа народилася в місті Гаета на півдні Італії. Її батько був королем об'єднаних особистою унією Неаполя і Сицилії. Марія Хосефа була четвертою дитиною своїх батьків і першим, хто пережив п'ятирічний вік. Вона була названа на честь своєї бабусі по материнській лінії Марії Жозефи Австрійської.
Молодша сестра Марії Хосефи Марія Луїза була обрана, в обхід самої Марії Хосефи, в дружини Великому Герцогу Тоскани Леопольду, який став згодом імператором Священної Римської імперії.
Марія Хосефа була кандидаткою на роль другої дружини овдовілого Людовика XV. Його перша дружина Марія Лещинська померла в 1768 році, коли Марії Хосефі було всього 24 роки. Людовик відхилив кандидатуру іспанської інфанти через надто серйозну різницю у віці — йому було вже 58 років. Марія Хосефа залишалася неодруженою до кінця життя і жила при дворі свого брата Карла IV і його дружини Марії-Луїзи Пармскої, яка була онукою її невдалого нареченого Людовика XV.
Померла інфанта в Королівському палаці в Мадриді у віці 57 років. Похована в монастирі Ескоріал.